# Cyanopterus curvatus
Cyanopterus curvatus är en stekelart som först beskrevs av Telenga 1936.  Cyanopterus curvatus ingår i släktet Cyanopterus och familjen bracksteklar. Inga underarter finns listade i Catalogue of Life.